# Acords d'Oslo

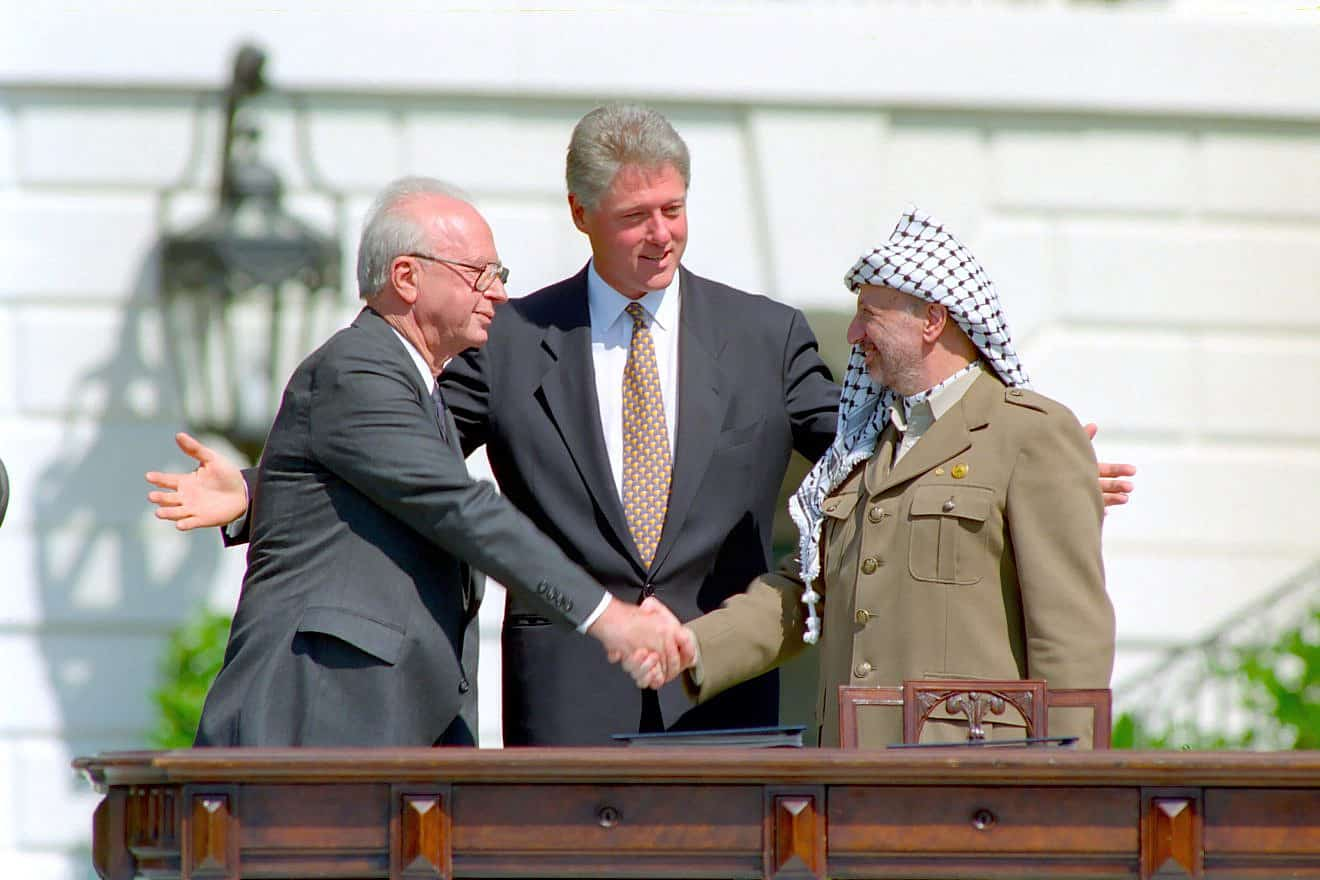
Isaac Rabin, Bill Clinton i Iàsser Arafat durant la signatura dels Acords de Oslo, 13 de setembre de 1993.

Els Acords d'Oslo són el resultat d'un procés de negociacions secretes (en paral·lel amb altres de públiques que seguiren a la Conferència de Pau de Madrid de 1991) entre negociadors israelians i palestins a Oslo, Noruega, per posar els fonaments d'una resolució del conflicte israelià-palestí.
La Declaració de principis, signada a Washington el 13 de setembre de 1993 en presència d'Isaac Rabin, primer ministre israelià, de Iàsser Arafat, president del comitè executiu de l'Organització per a l'Alliberament de Palestina, i de Bill Clinton, president dels Estats Units d'Amèrica, instaurà un model de negociacions per arreglar el problema, i posà una base per un autogovern palestí temporal de 5 anys que havia d'acabar amb la creació d'un Estat palestí en el tros de Palestina que delimiten els territoris de Cisjordània i Gaza.
El procés d'Oslo es completà 4 de maig de 1994, amb l'Acord de Gaza i Jericó, que dotava la nova Autoritat Nacional Palestina de poders limitats. Finalment, l'acord interí sobre Cisjordània i la Franja de Gaza, Acord Oslo II o "Acord de Taba", que se signà a Washington el 28 de setembre de 1995, preveia les primeres eleccions del Consell Legislatiu Palestí i implicava una retirada militar negociada dels territoris ocupats en zones on els controls israelià i palestí es reparteixen segons diferents criteris, i la delimitació dels quals depenia de les consecutives negociacions en curs.
A l'espera d'un acord definitiu, Cisjordània i Gaza foren dividides en àrees sota control de l'Autoritat Palestina, àrees sota control civil de l'Autoritat Palestina i control militar de l'exèrcit d'Israel, i àrees sota control israelià, on es van incloure tant les zones frontereres com les zones al voltant dels assentaments i les principals rutes de comunicació.
Aquest intent de procés de pau, sostingut durant molt de temps per la comunitat internacional, trobaria dificultats a partir dels enfrontaments cada vegada més aguditzats entre les parts i la manca d'acord sobre l'estatut de la capital palestina, Jerusalem, el retorn dels refugiats palestins, el manteniment i increment de les colònies dels assentaments israelians i les exigències de seguretat israelianes.

## Implementació
El procés començà a decaure a partir de fets com la massacre de la Cova dels Patriarques a Hebron, el febrer de 1994, l'assassinat d'Isaac Rabin el 1995 per un militant de Kahane Chai (partit polític il·legalitzat pel govern d'Israel i considerat organització terrorista pel Canadà, els EUA, la Unió Europea i l'ONU), l'oposició del Likkud a les negociacions, els diferents atacs militars o atemptats de grups israelians, i atemptats duts a terme per grups palestins, i l'oposició als acords de moviments palestins com Hamas, el Gihad islàmic, o el Front Popular per a l'Alliberament de Palestina.
Binyamín Netanyahu es va reunir el 4 de setembre de 1996 per primera vegada amb Iàssir Arafat, el líder de l'Autoritat Nacional Palestina des de les Eleccions legislatives palestines de 1996, i les reunions es mantindrien fins a la tardor de 1996 culminant el 14 de gener de 1997, amb la signatura del Protocol d'Hebron amb l'Autoritat Palestina que va donar lloc a la redistribució de les forces israelianes a Hebron i a la transferència de l'autoritat civil a bona part de la zona al control de l'Autoritat Palestina. La manca de progrés del procés de pau va portar a noves negociacions que van produir el Memoràndum de Wye River el 1998 que detallava els passos que havien de fer el govern israelià i l'Autoritat Palestina per implementar l'anterior Acord Interí de 1995.
El procés de pau finalment no va poder continuar a partir de 2000, quan començà la segona Intifada.

## Crítiques
Si bé inicialment el suport als acords era important, amb els anys la gran majoria els palestins acabà perdent-hi la confiança. El manteniment dels assentaments, els controls militars, les restriccions al desenvolupament d'un estat viable i la continuació dels atacs i represàlies mútues minaren el procés, fet que ha estat considerat l'origen de la Intifada d'Al-Aqsa. La construcció del mur de Cisjordània per part d'Israel, retallant encara més el territori palestí, acabaria de frustrar les esperances d'una solució viable a partir d'aquest procés. També el suport entre els israelians minvà a mesura que la violència persistí al llarg dels anys.
Altres crítics s'han oposat a la solució de dos estats, argumentant que l'acceptació de la divisió de Palestina en dos entitats, implicava un estat israelià que mantindria el seu caràcter jueu sobre una minoria àrab, mentre la resta de la població palestina romandria sota una entitat autònoma palestina amb control sobre àrees aïllades sense continuïtat territorial.